# Mittelburg (Pommelsbrunn)
Mittelburg ist ein Gemeindeteil der Gemeinde Pommelsbrunn im Landkreis Nürnberger Land (Mittelfranken, Bayern). Mittelburg liegt in der Gemarkung Arzlohe.

## Geografie
Das Dorf Mittelburg liegt auf einer Hochfläche im Straßen- bzw. Wegenetz Hartmannshof–Waizenfeld–Aicha–Förrenbach–Arzlohe, etwa neun Kilometer südöstlich von Hersbruck.

## Geschichte
Die Region war schon im dritten vorchristlichen Jahrtausend von Menschen der schnurkeramischen Kultur und später dann von den Kelten besiedelt. Die Funde, vor allem am Hochberg, weisen darauf hin. Der Vorläufer der heutigen Siedlung ist erst spät im Zuge des Landausbaus und der Kolonisation von Grenzertragsböden im 10. bis 13. Jahrhundert entstanden. Das Dorf lag im Gebiet des Pflegamtes Hersbruck. Dieses war wohl schon im 7. und 8. Jahrhundert in baierischem Herzogsbesitz, unterstand später der Aufsicht des Bamberger Klosters Bergen und ab 1103 jener der Oberpfälzer Grafen von Sulzbach. 1180 folgten die Hohenstaufer. Vom 13. bis 15. Jahrhundert gehörte Mittelburg zum Pflegamt Reicheneck. Die Grundherrschaft der Schenken von Reicheneck (Reichsministeriale) kam im 15. Jahrhundert an die Wittelsbacher Herzöge. Nach dem Landshuter Erbfolgekrieg 1504/05 gehörte Mittelburg für drei Jahrhunderte zum Landgebiet der Reichsstadt Nürnberg und wurde in dieser Zeit von dessen Pflegamt Hersbruck verwaltet. Dieses übte sowohl die Hochgerichtsbarkeit, als auch die Dorf- und Gemeindeherrschaft über den Ort aus. Im Jahr 1550 vermerkte das Pflegamt Hersbruck acht bäuerliche Anwesen, das heißt, einen Hof, fünf Güter und zwei Gütlein, um 1800 besaß es neun Anwesen, davon sieben Güter, ein Gütlein und das Gemeindehirtenhaus. Im Jahr 1806 fiel die Reichsstadt Nürnberg mit ihren Landgebieten an das Königreich Bayern und Mittelburg wurde Teil der Ruralgemeinde Arzlohe. Mit dieser kam es am 1. Januar 1972 zur Gemeinde Hartmannshof und mit dieser wiederum am 1. Januar 1977 zur Gemeinde Pommelsbrunn. Im Jahr 1987 hatte Mittelburg 15 Wohngebäude.

## Wirtschaft
In Mittelburg befinden sich einige Bauernhöfe aber keine Industrie, keine Geschäfte und seit 2020 auch kein Gasthaus mehr.

## Baudenkmäler

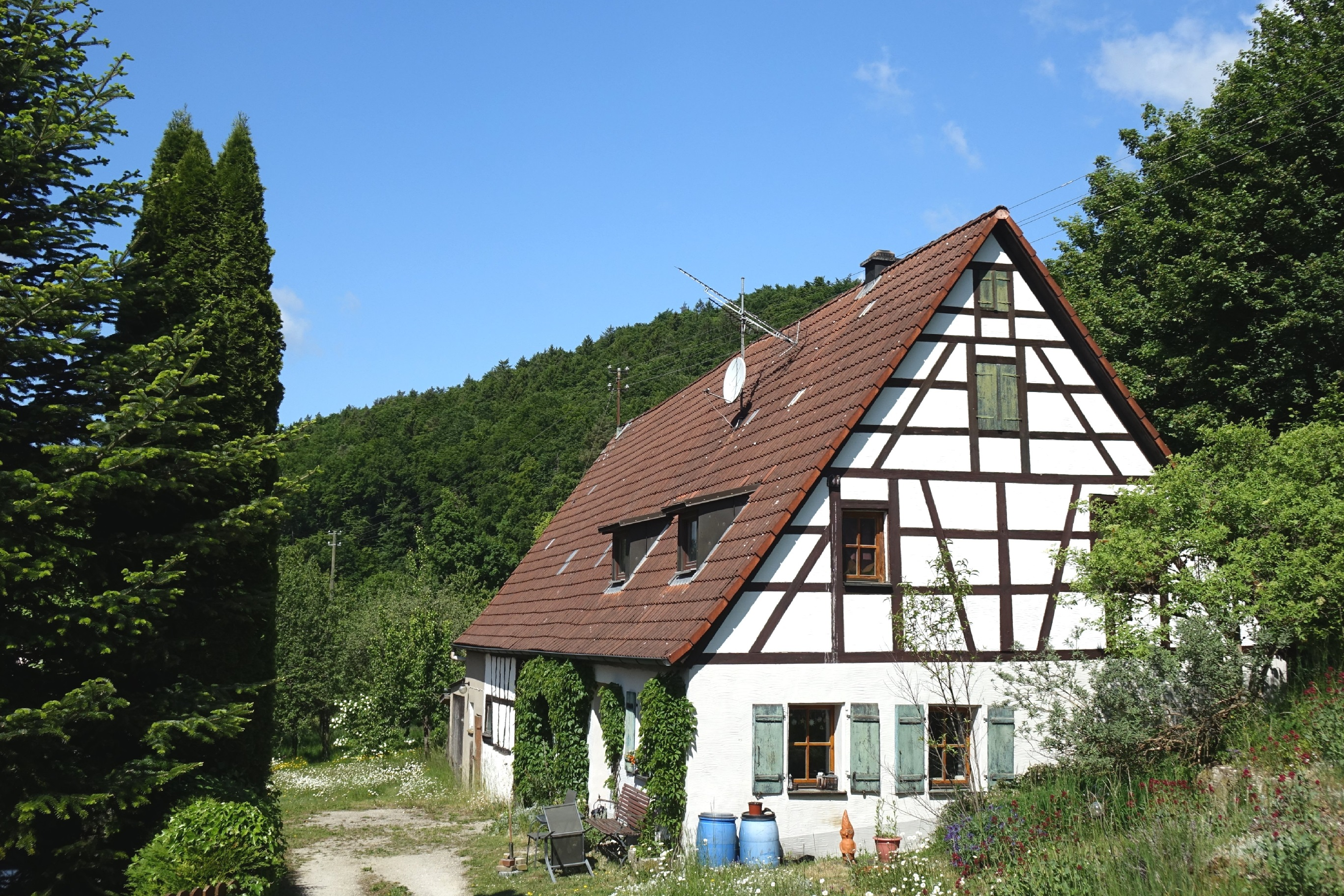
Denkmalgeschütztes ehemaliges Wohnstallhaus am nordwestlichen Ortsrand